# Гней Марций Цензорин (трибун)
Гней Марций Цензорин (на латински: Cnaeus Marcius Censorinus) е политик на Римската република през края на 2 век пр.н.е. Произлиза от фамилията Марции, клон Цензорин.
През 123 пр.н.е. или 122 пр.н.е. той е народен трибун. Колеги са му Гай Семпроний Гракх и Авфей. Консули тази година са Тит Квинкций Фламинин и Квинт Цецилий Метел Балеарик.